# Městské opevnění (Slaný)
Městské opevnění ve Slaném existovalo od 14. století. Do současné doby se z něj dochovala jen malá část (tzv. Čertova bašta severně od centra města a část zdi jižně od centra u Šultysovy ulice). 
Hradby se táhly kolem středu města. Tvořily je celkem dvě linie a jejich výška dosahovala až čtyř metrů. Mezi nimi se nacházel parkán, před nímž byl vykopán hluboký příkop, který byl částečně napuštěn vodou z Červeného potoka.  
Přístup do města zajišťovaly tři brány (Pražská, Velvarská a Lounská). Z jižní strany existovala malá branka (fortna). Opevnění bylo zbudováno velmi záhy po vzniku města v jeho středověké podobě. Obcházelo celé centrum, za hradbami však zůstala dvě tzv. předměstí, a to pražské a velvarské. Bylo původně dřevěné, až později vzniklo souvislé kamenné opevnění. Táhlo se v délce 1 250 metrů. 
Hradby byly částečně poničeny během husitských válek. Rovněž byly značně poškozeny při požáru města v roce 1460 a musely být obnoveny. Jejich přestavba probíhala v letech 1461–1472. Vznikly ještě některé další bašty, které se do současné doby nedochovaly.
Jednotlivé brány byly bourány postupně v první polovině 19. století. Hradby zanikly v téže době; byly postupně bourány v letech 1835 a 1841. Některé části hradeb však musely být zachovány; např. u kostela svatého Gotharda hradby zpevňovaly základy samotného kostela.  V některých částech města byly hradby začleněny do nově budovaných domů.